# Szenderiwka (obwód czerkaski)
Szenderiwka (ukr. Шендерівка, pol. Szenderówka) – wieś na Ukrainie, w obwodzie czerkaskim, w rejonie zwinogródzkim.
W 2021 roku liczyła 752 mieszkańców.